# Sakhir
Sakhir (arabisk: الصخير) er et ørkenområde i den centrale del af Bahrain, cirka 20 kilometer syd-sydvest for landets hovedstad Manama.
Al-Sakhir paladset, der er en af Bahrains mest kendte bygninger, blev i 1870 opført i Sakhir. I begyndelsen af 2000'erne begyndte en omfattende forandring af området, hvor blandt andet University of Bahrains største campus blev opført, ligesom den store racerbane og motorsportsanlæg Bahrain International Circuit blev indviet i foråret 2004. Fra samme år er der siden blevet kørt Bahrains Grand Prix i Formel 1-serie på banen, med undtagelse af 2011, hvor det blev aflyst på grund af politiske uroligheder i landet.
Ørkenområdet bliver også benyttet til camping af landets indbyggere. Al Areen Wildlife Park, landets eneste naturreservat og zoologisk have blev opført i 1976, og er beliggende i Sakhir.[kilde mangler] Den offentlige lufthavn Sakhir Air Base findes i den østlige del af området.